# 위상 공간 (물리학)

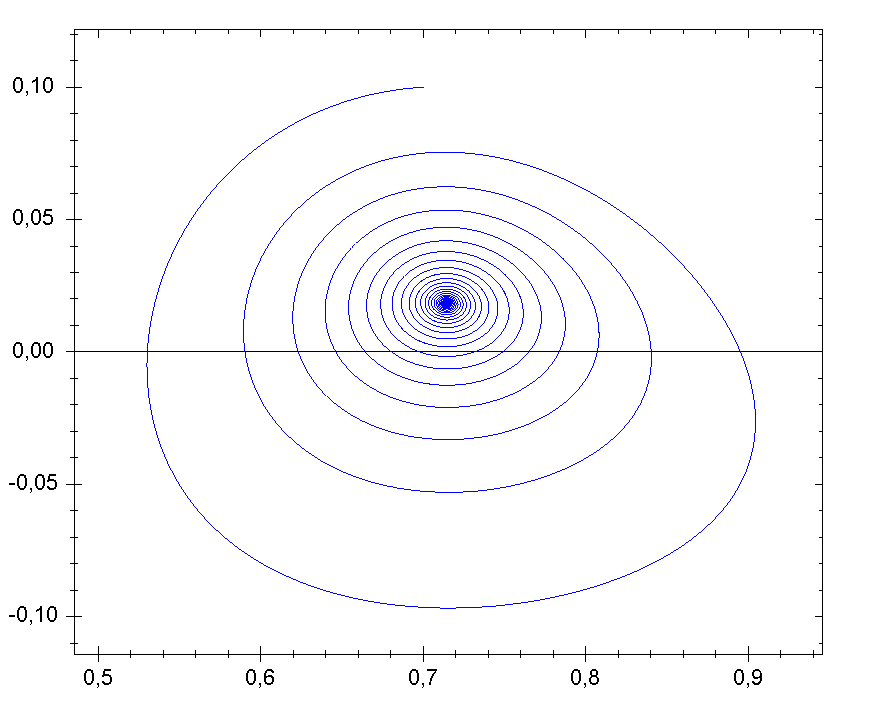
동역학계의 위상공간

수리물리학에서 위상공간(位相空間, 영어: phase space)은 계가 가질 수 있는 모든 상태로 이루어진 공간이다. 고전역학에서 위상공간은 위치와 운동량 변수가 가질 수 있는 모든 값들로 이루어진다.
한 개의 입자(질점)의 상태는 위치와 운동량(또는 속도)으로 정해지므로, 6차원(=공간 3차원*변수 2개) 공간인 위상공간의 한 점(상태점)에 대응한다. 시간이 지나면서, 상태점은 궤적을 그린다.
N개의 입자계의 경우에는 N개 입자의 각각의 위치와 운동량(또는 속도)의 각 성분에 하나씩의 좌표를 할당하여 6N차원의 공간을 생각하며, 입자계의 상태를 6N차원 위상공간의 한 점(상태점)에 대응시킨다. 시간의 경과에 따라 이 상태점은 6N차원 위상공간에서 하나의 궤적을 그리게 된다.

## 예
1차원 조화진동자 : 1차원을 움직이는 입자 하나는 2차원 위상공간에서 표현할 수 있다. 그 위의 점은 x를 위치, p를 운동량으로 놓아서, (x, p)로 나타낼 수 있다.
해밀토니언은 용수철 상수가 k일 때
{\displaystyle H={1 \over {2m}}{p}^{2}+{1 \over 2}kx^{2}}
로 쓸 수 있으므로, 에너지가 일정한 조건에서 진동하는 경우 위상공간에서의 1차원 조화진동자가 그리는 자취는 타원이 된다.

## 참고 문헌
- David H. Terman, Eugene M. Izhikevich (2008). “State space”. 《Scholarpedia》 3 (3): 1924. doi:10.4249/scholarpedia.1924.

## 같이 보기
- 짜임새 공간
- 해밀턴 역학
- 분자 동역학
- 여접다발
- 심플렉틱 다양체